# 天狗裁き
『天狗裁き』（てんぐさばき）は、古典落語の演目。元は上方落語であり、長尺の噺である『羽団扇』（はうちわ）の前半分と共通している。
上方では演者が途絶えていたが、3代目桂米朝が5代目古今亭志ん生や10代目金原亭馬生の口演を参考にして復活させた。江戸落語では10代目金原亭馬生の口演が有名である。

## あらすじ
家で昼寝をしていた喜八は妻に揺り起こされる。寝言や寝顔などが、どうもおかしかったらしく「どんな夢を見ていたんだい？」と尋ねられるが、喜八はまったく覚えていないので「見ていない」と言う。しかし、妻は喜八が何か人には言えないような夢を見たために嘘をついたと考え、しつこく尋ね返す。喜八も「見てない」と繰り返すが、この押し問答は最終的に激しい夫婦喧嘩に発展する。
あまりにうるさいので喧嘩に気づいた隣人の徳がやってきて2人から事情を聞く。徳はたかが夢ごときでこんな喧嘩はいけないと仲裁するが、直後に喜八に「で、どんな夢を見たんだ？」と尋ねる。だから見てないと喜八も返すが、徳は納得せず、今度は喜八と徳が喧嘩を始める。この騒動を聞いて、今度は長屋の大家がやってきて、たかが夢ごときと2人を仲裁するが、やはり大家も喜八に「私には夢の内容を教えろ」と言う。やはり喜八が見てないと言うと、激怒した大家は長屋から出て行けと言う。
話が大きくなってしまい奉行所が裁くことになる。話を聞いた奉行は、こんなことでお上の手を煩わせるとは何事だと大家を注意する。こうして一件落着かと思いきや、奉行も喜八にどんな夢を見たのかと尋ねる。やはり喜八は見てないと答えると、激怒した奉行は、喜八を奉行所の庭木に吊るすよう命じる。
庭木に吊るされ途方に暮れる喜八であったが突然、突風に身体を巻き上げられると、そのまま気づいたらどこかの山奥にいる。そして目の前には大天狗がおり、たまたま奉行所の上空を通ったところ理不尽な目に遭っているのを見つけたので助けてやったという。喜八は感謝するが、やはり大天狗も夢の内容を聞いてくる。喜八も見てないと同様に弁解するが、激怒した大天狗はその首を掴む。喜八は首筋に大天狗の長い爪が食い込むため悶え苦しむ。
ここで喜八は妻に揺り起こされる。見れば自宅で昼寝していたようである。妻が言うにはだいぶうなされており、今までのことは夢であった。喜八が助かったと安心していると妻が言う。「どんな夢を見ていたんだい？」

## バリエーション
3代目桂米朝は、持ち時間の短いテレビ番組用の口演では、奉行所で縛られたところで目覚めて妻に「どんな夢見てたん? 」と尋ねられて終わる形式で演じていたことがあり、その際の演題は『夢の喧嘩』だった。また米朝の口演での主人公の名前は、初期には（上方落語によく登場する）喜六だったが、のちに本作品独自の「喜八」に変更している。